# Miguel Hernán
Miguel Hernán es un médico y epidemiólogo español. Es Catedrático de Bioestadistica y Epidemiologia en la Harvard T.H. Chan School of Public Health y miembro del profesorado de Harvard–MIT Program in Health Sciences and Technology. 
Su investigación se centra en aprender qué funciona para mejorar la salud humana. Junto con sus colaboradores en varios países, Hernán diseña análisis de bases de datos sanitarias, estudios epidemiológicos y ensayos clínicos. Es un Global Highly Cited Researcher. Su curso online y gratuito “Causal Diagrams” ha sido tomado por decenas de miles de investigadores. Su libro “Causal Inference: What If”, con James Robins, es también gratuito y usado por universidades de todo el mundo para la formación de investigadores. 
Hernán es Elected Fellow de la American Association for the Advancement of Science y de la American Statistical Association, Editor Emeritus de Epidemiology (journal) y previamente Associate Editor de Biometrics (journal), American Journal of Epidemiology y Journal of the American Statistical Association. Ha sido Special Government Employee de la Food and Drug Administration de los Estados Unidos y miembro de múltiples comités de las National Academies of Sciences, Engineering, and Medicine para asesorar a agencias del gobierno federal estadounidense. En 2020, con motivo de la crisis por la pandemia del coronavirus, fue miembro de varios grupos de expertos del Gobierno de España.

## Formación
- Licenciado en Medicina, 1995, Universidad Autónoma de Madrid, España
- Master of Public Health, 1996, Universidad de Harvard
- Master of Science (Biostatistics), 1999, Universidad de Harvard
- Doctor of Public Health (Epidemiology), 1999, Universidad de Harvard